# Arrondissement Le Raincy
Arrondissement Le Raincy (fr. Arrondissement du Raincy) je správní územní jednotka ležící v departementu Seine-Saint-Denis a regionu Île-de-France ve Francii. Člení se dále na 13 kantonů a 16 obcí.

## Kantony
- Aulnay-sous-Bois-Nord
- Aulnay-sous-Bois-Sud
- Le Blanc-Mesnil
- Gagny
- Livry-Gargan
- Montfermeil
- Neuilly-Plaisance
- Neuilly-sur-Marne
- Noisy-le-Grand
- Le Raincy
- Sevran
- Tremblay-en-France
- Villepinte